# Crossley Carpets Trophy 1979
Crossley Carpets Trophy 1979, також відомий під назвою Chichester International,  — жіночий тенісний турнір, що проходив на відкритих трав'яних кортах Oaklands Park у Чичестері (Англія). Належав до турнірів категорії AA в рамках Colgate Series 1979. Турнір відбувся вдев'яте і тривав з 11 червня до 17 червня 1979 року. П'ята сіяна Івонн Гулагонг Коулі здобула титул в одиночному розряді й отримала за це 14 тис. доларів США.

## Фінальна частина

### Одиночний розряд
Івонн Гулагонг Коулі —  Сью Баркер 6–1, 6–4
- Для Гулагонг Коулі це був 2-й титул за сезон і 79-й — за кар'єру.

### Парний розряд
Грір Стівенс /  Венді Тернбулл —  Біллі Джин Кінг /  Мартіна Навратілова 6–3, 1–6, 7–5

## Розподіл призових грошей
| Дисципліна       | П       | F      | ПФ     | ЧФ     | 1/8  | 1/16 |
| Одиночний розряд | $14,000 | $7,000 | $3,400 | $1,800 | $900 | $450 |

## Нотатки
1. ↑  Турніри з призовими для жінок принаймні 75 тис. доларів.[1]